# Línia Amiens-Compiègne-Amiens del TER
Aquestes són les estacions de la línia Amiens-Compiègne-Amiens del TER, una xarxa ferroviària de França gestionada per la companyia SNCF.

## Estacions
| Estació               | Municipi            | Departament | Coordenades |
| --------------------- | ------------------- | ----------- | ----------- |
| Amiens                | Amiens              | Somme       |             |
| Longueau              | Longueau            | Somme       |             |
| Estació de Boves      | Boves (Somme)       | Somme       |             |
| Thézy-Glimont         | Thézy-Glimont       | Somme       |             |
| Moreuil               | Moreuil             | Somme       |             |
| Hargicourt-Pierrepont | Hargicourt          | Somme       |             |
| Montdidier            | Montdidier          | Somme       |             |
| Tricot                | Tricot              | Oise        |             |
| Wacquemoulin          | Wacquemoulin        | Oise        |             |
| Estrées-Saint-Denis   | Estrées-Saint-Denis | Oise        |             |
| Compiègne             | Compiègne           | Oise        |             |